# Rund um den Henninger-Turm 1996
Il Rund um den Henninger-Turm 1996, trentacinquesima edizione della corsa, si svolse il 1º maggio, con partenza e arrivo a Francoforte sul Meno. Fu vinto dallo svizzero Beat Zberg della squadra Carrera-Longoni Sport davanti al tedesco Jens Heppner e al danese Rolf Sörensen.

## Ordine d'arrivo (Top 10)
| Pos. | Corridore          | Squadra               | Tempo    |
| ---- | ------------------ | --------------------- | -------- |
| 1    | Beat Zberg         | Carrera-Longoni Sport | 6h31'25" |
| 2    | Jens Heppner       | Team Deutsche Telekom | s.t.     |
| 3    | Rolf Sörensen      | Rabobank              | s.t.     |
| 4    | Bjarne Riis        | Team Deutsche Telekom | s.t.     |
| 5    | Gabriele Colombo   | Gewiss-Playbus        | a 9"     |
| 6    | Erik Zabel         | Team Deutsche Telekom | a 14"    |
| 7    | Maurizio Fondriest | Roslotto-ZG Mobili    | s.t.     |
| 8    | Olaf Ludwig        | Team Deutsche Telekom | s.t.     |
| 9    | Fabrizio Bontempi  | Brescialat-Verynet    | s.t.     |
| 10   | Wilfried Peeters   | Mapei-GB              | s.t.     |